# Алкална батерия
Алкален захранващ елемент, алкално-манганова батерия (IEC код: L; на английски: alkaline battery) е мангано-цинков захранващ галваничен елемент с алкален електролит. Изобретен е от Люис Ури (на английски: Lewis Urry).
Освен електролита, основната разлика на алкалната батерия от мангано-цинковия елемент е, че анодът (отрицателният електрод) е във вид на прах, което увеличава тока, отдаван от този захранващ елемент.
При стандартните захранващи елементи с алкален електролит анодът се състои от цинк, а материалът за катода най-често е манганов диоксид, но може да е сребърен оксид или никелов метахидроксид.

## Сравнение
Следващата таблица съдържа сравнение между алкално-манганова и цинково-въглеродна батерия в АА изпълнение:
| Сравнение между батерии размер АА              | Алкално-манганова | Цинково-въглеродна    |
| ---------------------------------------------- | ----------------- | --------------------- |
| Енергийна плътност                             | 350 Wh/dm³        | 150 Wh/dm³            |
| Капацитет (разреждане до 0,8 V)                | 2,8 Ah            | 1,2 Ah                |
| Вътрешно съпротивление                         | 0,15 Ω            | 0,5 Ω                 |
| Саморазряд за месец при 20 °C                  | 0,3 %             | 0,6 %                 |
| Остатъчен капацитет след тригодишно съхранение | >90 %             | <10 %                 |
| Минимална работна температура                  | >−20 °C           | −10 °C                |
| Херметичност                                   | висока            | задоволителна до лоша |
| Цена на заряда                                 | 8…45 цент/Ah      | 17…80 цент/Ah         |